# USS King (DD-242)
USS King (DD-242) là một tàu khu trục lớp Clemson được Hải quân Hoa Kỳ chế tạo vào cuối Chiến tranh Thế giới thứ nhất, và đã tiếp tục phục vụ trong Chiến tranh Thế giới thứ Hai cho đến khi xung đột kết thúc. Nó là chiếc tàu chiến duy nhất của Hải quân Hoa Kỳ được đặt tên theo Trung tá Hải quân Frank Ragan King (1884-1919), người thiệt mạng khi làm nhiệm vụ quét mìn sau Thế Chiến I.

## Thiết kế và chế tạo
King được đặt lườn vào ngày 28 tháng 4 năm 1919 tại xưởng tàu của hãng New York Shipbuilding Corporation. Nó được hạ thủy vào ngày 14 tháng 10 năm 1920, được đỡ đầu bởi bà Allene A. King, vợ góa Trung tá King; và được đưa ra hoạt động vào ngày 16 tháng 12 năm 1920 dưới quyền chỉ huy của Hạm trưởng, Thiếu tá Hải quân R. C. Smith.

## Lịch sử hoạt động

### Giữa hai cuộc thế chiến
Sau khi hoàn tất chạy thử máy cùng các hoạt động dọc theo bờ biển Đại Tây Dương, King khởi hành từ Hampton Roads vào ngày 2 tháng 10 năm 1921 cho chuyến đi đầu tiên đến Địa Trung Hải. Đi đến Smyrna, Thổ Nhĩ Kỳ vào ngày 8 tháng 11, nó nhận lên tàu 300 người tị nạn Hy Lạp để chuyên chở đến Mitylene, Hy Lạp. Chiếc tàu khu trục đã phục vụ như một tàu trạm trong vụ khủng hoảng tại Crimea, tiếp tục ở lại vùng biển Thổ Nhĩ Kỳ cho đến tháng 6 năm 1923.
Sau khi quay trở về Hoa Kỳ, King gia nhập Hạm đội Tuần tiễu, và từ năm 1923 đến năm 1930 đã tham gia các cuộc tập trận hạm đội cùng các chuyến đi huấn luyện quân nhân dự bị dọc theo vùng bờ Đông và tại vùng biển Caribe. Nó lên đường đi sang khu vực Thái Bình Dương vào ngày 15 tháng 4 năm 1925 cho các cuộc cơ động tại vùng biển Hawaii. Vào mùa Xuân năm 1927, nó tuần tra tại vùng biển ngoài khơi Nicaragoa để bảo vệ tính mạng và tài sản của công dân Hoa Kỳ trong khi diễn ra các xáo trộn chính trị tại đây. Nó được cho xuất biên chế tại Philadelphia, Pennsylvania vào ngày 10 tháng 3 năm 1931.
King được cho nhập biên chế trở lại vào ngày 13 tháng 6 năm 1932, và đã khởi hành từ Hampton Roads vào ngày 18 tháng 8 để gia nhập Lực lượng Tuần tiễu tại Thái Bình Dương. Nó đã hoạt động ngoài khơi bờ biển California trong sáu năm tiếp theo, tham gia các cuộc tập trận tại khu vực Trung Mỹ cùng các chuyến đi huấn luyện quân nhân dự bị và huấn luyện cơ động để nâng cao khả năng sẵn sàng chiến đấu. Nó lại được cho xuất biên chế tại San Diego, California vào ngày 21 tháng 9 năm 1938.

### Thế Chiến II
Không lâu sau khi Chiến tranh Thế giới thứ Hai nổ ra tại châu Âu, King một lần nữa được cho nhập biên chế vào ngày 26 tháng 9 năm 1939 dưới quyền chỉ huy của Thiếu tá Hải quân E. E. Berthold. Chiếc tàu khu trục rời San Diego vào ngày 13 tháng 11 để tham gia nhiệm vụ Tuần tra Trung lập tại vùng biển Caribe. Sau khi đi đến Norfolk, Virginia vào ngày 22 tháng 2 năm 1940, chiếc tàu khu trục hoạt động tại vùng bờ Đông Hoa Kỳ ngoài khơi Boston, Massachusetts và Key West, trước khi quay trở lại vùng bờ Tây vào mùa Thu năm đó. Nó tiếp tục tuần tra và cơ động ngoài khơi San Francisco, California, và đang hoạt động tại vùng này khi nổ ra chiến tranh với Nhật Bản.
Trong năm tháng đầu tiên của chiến tranh, King làm nhiệm vụ tuần tra và hộ tống dọc theo bờ Tây Hoa Kỳ. Rời Xưởng hải quân Mare Island vào ngày 22 tháng 5 năm 1942, nó gia nhập Lực lượng Đặc nhiệm 8 hộ tống cho chiếc tàu chuyển quân President Millard Fillmore đi quần đảo Aleut. Đi đến Dutch Harbor vào ngày 3 tháng 6, nó hoạt động tuần tra chống tàu ngầm và hộ tống tại vùng quần đảo Aleut trong suốt mùa Hè, và hoạt động cùng với Đội đặc nhiệm 8.6 trong cuộc bắn phá lên Kiska vào tháng 8. Nó tiếp tục ở lại khu vực này cho đến khi lên đường đi San Francisco vào ngày 22 tháng 12 năm 1943.
Sau khi được đại tu, King hoạt động ngoài khơi khu vực bờ Tây cho đến hết chiến tranh như một tàu tuần tra chống tàu ngầm. Nó rời đảo Treasure vào ngày 28 tháng 8 năm 1945, đi đến Philadelphia vào ngày 20 tháng 9, và được cho ngừng hoạt động tại đây vào ngày 23 tháng 10 năm 1945. Nó bị bán cho hãng Boston Metals vào ngày 29 tháng 9 năm 1946 để tháo dỡ.

## Phần thưởng
King được tặng thưởng một Ngôi sao Chiến trận do thành tích phục vụ trong Chiến tranh Thế giới thứ hai.